# Furnalul Bodvaj din Herculian
Furnalul Bodvaj din Herculian este un monument istoric aflat pe teritoriul satului Herculian, comuna Bățani.
Furnalul a fost construit in anul 1831 și și-a stins focul în data de 1 aprilie 1954, devenind în prezent monument istoric.